# إد جونسون (لاعب كرة قدم أمريكية)
إد جونسون (بالإنجليزية: Ed Johnson)‏ هو لاعب كرة قدم أمريكية أمريكي، ولد في 18 ديسمبر 1983 في ديترويت في الولايات المتحدة.